# Rymań (gmina)
Pour les articles homonymes, voir Ryman.
Rymań est une gmina rurale du powiat de Kołobrzeg, Poméranie occidentale, dans le nord-ouest de la Pologne. Son siège est le village de Rymań, qui se situe environ 25 km au sud de Kołobrzeg et 86 km au nord-est de la capitale régionale Szczecin.
La gmina couvre une superficie de 146,12 km2 pour une population de 4 019 habitants en 2016.

## Géographie
La gmina inclut les villages de Bębnikąt, Bukowo, Czartkowo, Dębica, Drozdówko, Drozdowo, Gołkowo, Gorawino, Jaglino, Jarkowo, Kamień Rymański, Kinowo, Lędowa, Leszczyn, Leszczyn-Kolonia, Małobór, Mechowo, Mirowo, Petrykozy, Płonino, Rębice, Rymań, Rzesznikówko, Rzesznikowo, Skrzydłowo, Starnin, Starża et Strzeblewo.
La gmina borde les gminy de Brojce, Gościno, Płoty, Resko, Siemyśl, Sławoborze et Trzebiatów.